# Rodrigo y Gabriela
Rodrigo y Gabriela sono una coppia di chitarristi messicani composta da Rodrigo Sánchez e Gabriela Quintero.

## Carriera
I due musicisti suonavano in un gruppo thrash metal a Città del Messico quando erano adolescenti, ma sciolsero il gruppo per poter viaggiare in Europa e giunsero a Dublino.
Nel 2001 hanno esordito con Foc, una raccolta di nove demo, seguita da re-Foc.
Il successo vero è proprio è tuttavia giunto nel 2006 con l'eponimo Rodrigo y Gabriela, che ha raggiunto la prima posizione in Irlanda e ha avuto successo anche in buona parte d'Europa e negli Stati Uniti. Il disco, prodotto da John Leckie, contiene la cover di Stairway to Heaven dei Led Zeppelin, nonché quella di Orion dei Metallica. Questi ed altri brani hanno fatto conoscere il duo al grande pubblico.
Il successivo album 11:11 è uscito nel settembre 2009 e vede la partecipazione di Alex Skolnick (Testament) e Strunz & Farah. Si sono esibiti al The Tonight Show with Jay Leno il 23 marzo 2010.
Sempre nel 2010 hanno partecipato a diversi festival.
Nel 2011 entrano in studio con Hans Zimmer e registrano alcune sessioni per la colonna sonora del film Pirati dei Caraibi - Oltre i confini del mare. Alcuni brani del duo sono anche presenti nel film Il gatto con gli stivali (2011).
Nel gennaio 2012 pubblicano Area 52, album registrato a Cuba che vede la partecipazione di un'orchestra cubana e di artisti come John Tempesta e Anoushka Shankar.
Nell'aprile 2014 è la volta di 9 Dead Alive, quarto album in studio, registrato in Messico.

## Formazione
- Rodrigo Sanchez - chitarra
- Gabriela Quintero - chitarra

## Discografia

### Album studio
- 2001 – Foc
- 2003 – Re-Foc
- 2006 – Rodrigo y Gabriela
- 2009 – 11:11
- 2012 – Area 52 (a nome Rodrigo y Gabriela & C.U.B.A.)
- 2014 – 9 Dead Alive
- 2019 — Mettaevolution
- 2023 - In Between Thoughts...A New World

### Album dal vivo
- 2004 – Live: Manchester and Dublin
- 2008 – Live in Japan
- 2011 – Live in France